# آلبرت دوم (شاهزاده موناکو)
آلبرتِ دوّم (آلبر الکساندر لوئی پیِر گریمالدی) (به فرانسوی: Albert Alexandre Louis Pierre Grimaldi) در ۱۴ مارس ۱۹۵۸ در موناکو به دنیا آمد. او در ۶ آوریل ۲۰۰۵ به پادشاهی موناکو رسید.

## زندگی
شاهزاده آلبرت دوم پسر شاهزاده رینیه سوم پادشاه متوفی موناکو و گریس کلی بازیگر مشهور هالیوود است که در سال ۱۹۵۸ در کاخ شاهزادهٔ موناکو به دنیا آمده است. خواهر بزرگ‌تر او شاهدخت کارولین (متولد ۱۹۵۷) و خواهر کوچکترش شاهدخت استفانی (متولد ۱۹۶۵) است. او از اعضای دودمان سلطنتی گریمالدی است.
نسب خانوادگی او به شاهزاده لوئیس پولیگناک شاهزاده از یوجینیا واقع در اسپانیا برمی‌گردد.

### تحصیلات
آلبرت دوم در سال ۱۹۷۶ دبیرستان را به پایان رسانید. در سال ۱۹۸۱ مدرک لیسانس خود را در رشته علوم سیاسی از کالج آمهرست بوستون دریافت نمود. او پس از پایان دوره مقدماتی سربازی به عنوان دانشجوی دانشکده افسری به خدمت آکادمی علوم دریایی ارتش فرانسه درآمد. پس از پایان تحصیلات نظامی در ۱۱ نوامبر ۱۹۸۶ به درجه سرهنگی نائل آمد. او در ۱۸ اوت ۱۹۸۸ از طرف دولت فرانسه به منظور تحکیم وحدت سیاسی و دوستانه بین دو کشور، به فرماندهی سپاه ذخیره نیروی دریایی فرانسه منصوب گشت.

### ولیعهد
در سال ۱۹۸۲ زمانیکه او تنها ۲۴ سال سن داشت مادرش گریس کلی در یک تصادف در توربیه درگذشت. او پس از آن به ریاست صلیب سرخ موناکو و رئیس بنیاد گریس کلی منصوب و پدرش رینیه سوم بتدریج مسئولیت‌ها و فعالیت‌های حکومتی خود را به وی واگذار نمود. موناکو در سال ۱۹۹۳ به عضویت مجمع عمومی سازمان ملل درآمد و ریاست هیئت اعزامی به سازمان ملل بر عهده شاهزاده آلبرت دوم بود. در سال ۲۰۰۴ موناکو جهت عضویت به اتحادیه اروپا هیئتی به ریاست شاهزاده آلبرت دوم به استراسبورگ اعزام شد .

### پادشاهی
آلبرت دوم در ۶ آوریل ۲۰۰۵ به عنوان چهاردهمین شاهزاده مستقل موناکو به تاج و تخت دست یافت. او در راه رسیدن به قدرت و ادامه راه پدرش توانست اعتماد بین‌المللی را به سوی موناکو به‌دست آورده و حسن نیت خود را به متحد و پشتیبان خود فرانسه ثابت نماید. وی در سال‌های ۲۰۰۸ با سفر به پنج قاره، با دیدار و گفتگو با سران کشورها و دعوت به سرمایه‌گذاری در موناکو گام بزرگی در صنعت گردشگری، املاک و مستغلات و بانکداری قدم برداشته است. او در این مدت توانست موناکو را به محل امنی برای تجار و ثروتمندان گریزان از مالیات تبدیل و سرمایه هنگفتی از این کار برای موناکو به‌دست بیاورد. وی در سال ۲۰۱۳ طرحی برای توسعه بزرگ از شرق به دریای مدیترانه آغاز و نام طرح را بندر بزرگ نهاد که امیدوار است بتواند درآمد جدیدی برای موناکو به همراه داشته باشد.